# Šventoji (rivière)
Pour les articles homonymes, voir Šventoji.
La Šventoji est une rivière de Lituanie dans le bassin du Niémen. 

## Description
La Šventoji est le plus grand affluent de la rivière Néris qui coule dans l'est de la Lituanie. 
Elle part du lac Samanis dans le parc régional de Gražutė (en) et à Jonava, elle se jette dans la Néris qui à son tour est un affluent du Niémen. 
Avec 246 kilomètres de long, le Šventoji est la plus longue rivière s'écoulant entièrement en Lituanie,.
Le Šventoji traverse les villes d'Anykščiai, Kavarskas et Ukmergė. En 1963-1964, un barrage près de Kavarskas a été construit pour alimenter la Nevėžis en utilisant l'eau de la Šventoji. Cependant, le barrage n'est plus utilisé car il est trop couteux, inefficace et viole les réglementations environnementales de l'Union européenne. 
En 1959, le réservoir d'Antalieptė, le deuxième plus grand lac artificiel de Lituanie, a été construit sur la Šventoji.

## Galerie

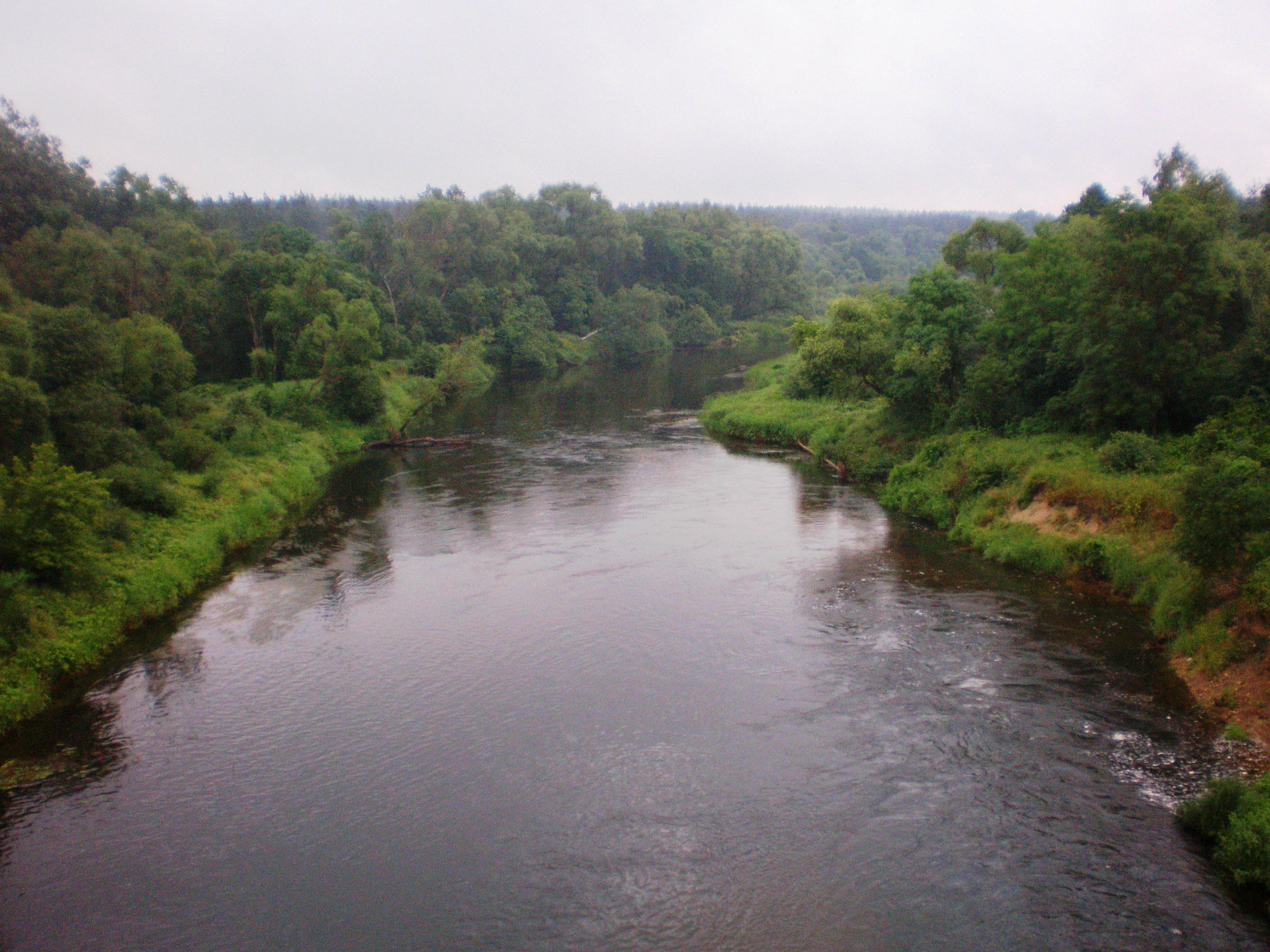
La Šventoji au niveau de Šventupe
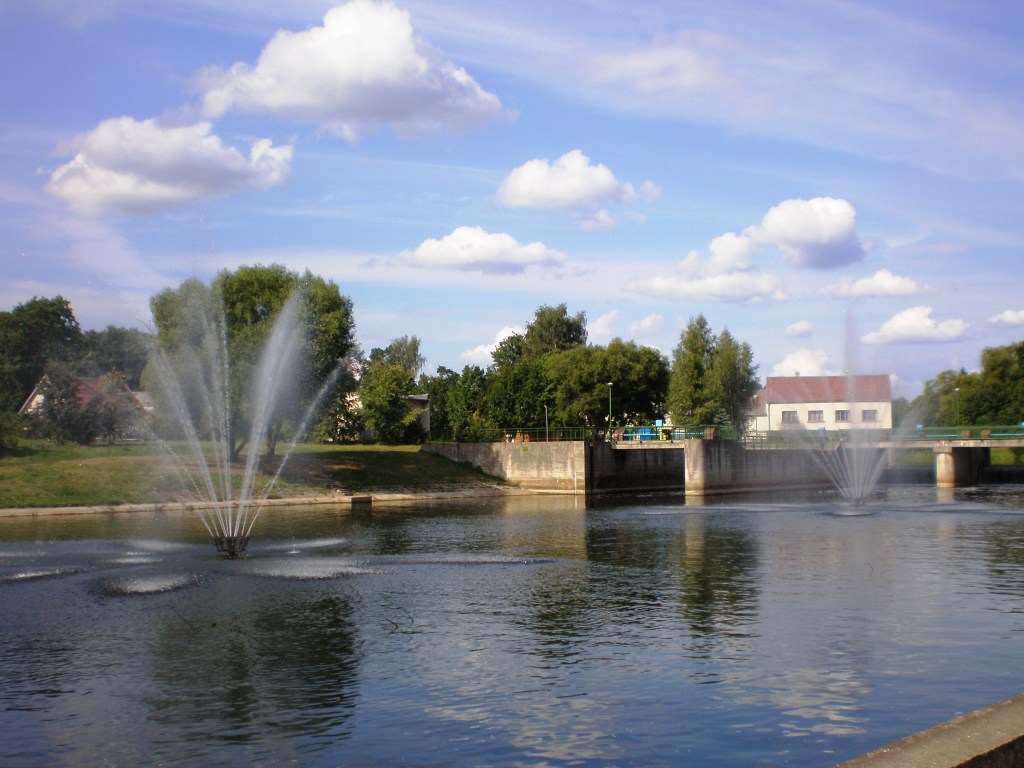
La Šventoji à Anykščiai
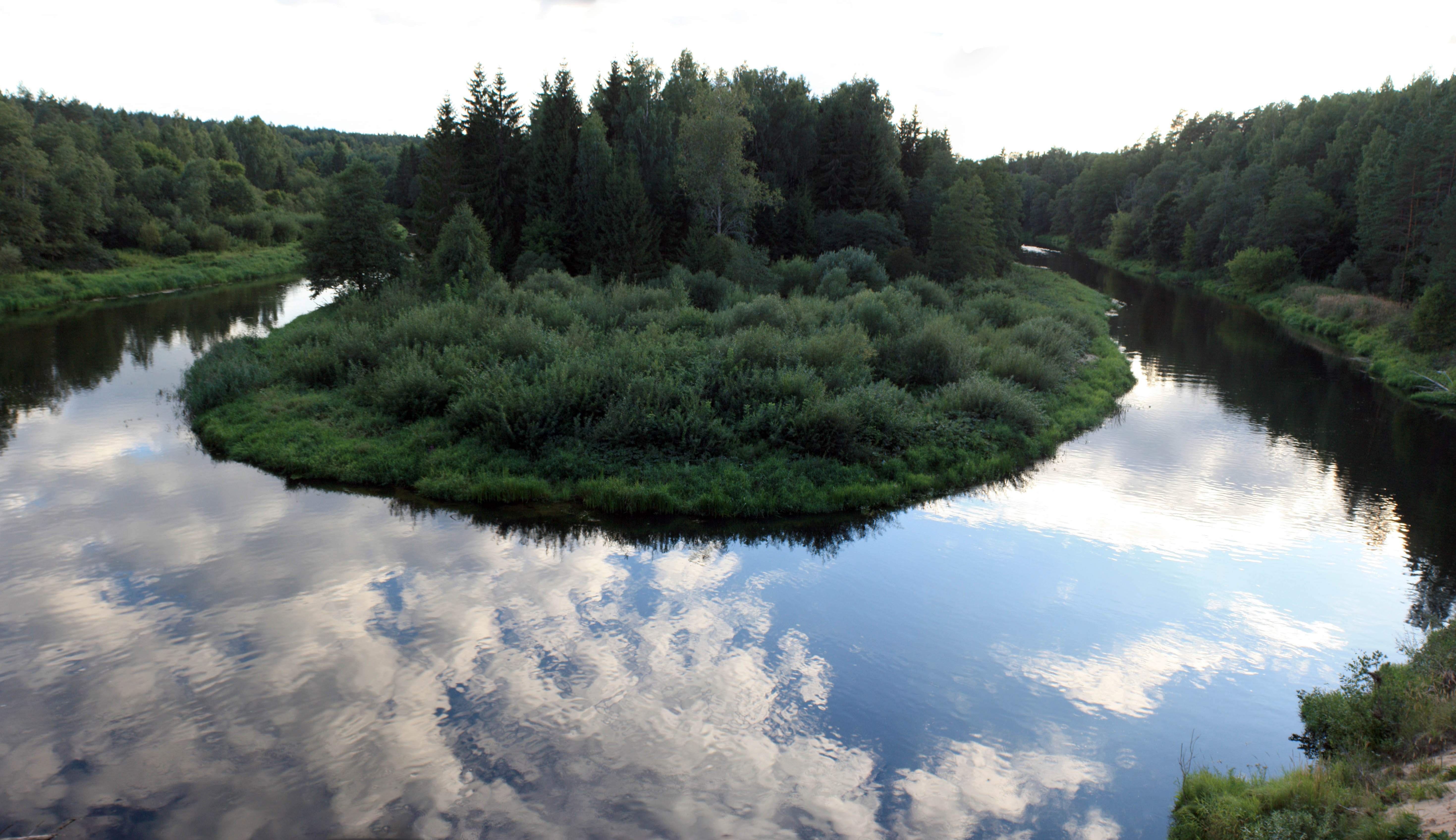
La Šventoji près de Mikieriai.